# Matías Tudela Perret
Matias Tudela Perret (València, 6 d'octubre de 1984) és un jugador de rugbi valencià. Actualment juga en el Tatami, equip de Divisió d'Honor B de Rugbi.
A nivell internacional va debutar amb la Selecció de rugbi XV d'Espanya el 8 de març de 2008 enfront de la Selecció de Rússia. També va ser el capità de la Selecció de rugbi VII d'Espanya als Jocs Olímpics de 2016, en la primera participació de la selecció en esta modalitat.

## Carrera professional
Matías Tudela va començar a jugar a rugbi als 7 anys en el Tatami Rugby Club, equip on son pare va ser jugador.
En 2005 es va traslladar a Escòcia per jugar en el Heriot’s Rugby Club d'Edimburg, equip de primera divisió escocesa. En finalitzar la temporada va tornar a Espanya per jugar en el CRC Madrid. En aquest equip ha jugat titular durant quatre temporades, sent en 2008-2009 el tercer jugador amb més assajos en la divisió d'honor espanyola, proclamant-se amb el seu equip vencedor de la Lliga i la Copa del Rei.
També ha participat en la primera edició de la Super Ibèrica de Rugbi, primera competició espanyola de caràcter professional, amb la franquícia madrilenya Gatos de Madrid; els quals es van proclamar vencedors del campionat.

### Carrera internacional
El seu debut internacional amb la Selecció espanyola va ser el 8 de març del 2008 en Krasnodar, enfront de la Selecció de Rússia en la European Nations Cup.
També és jugador de la selecció absoluta de rugbi a 7, amb la qual ha participat en múltiples tornejos classificatoris i els Jocs Olímpics d'Estiu 2016. A més ha disputat diversos tornejos del Circuit Mundial de la IRB, com són els tornejos de Londres o Edimburg en 2008.